# ژیوینیتسه (پریبوی)
ژیوینیتسه (به صربی: Živinice) یک منطقهٔ مسکونی در صربستان است که در پریبوی واقع شده‌است. ژیوینیتسه ۱۱۸ نفر جمعیت دارد.